# Torrefacto

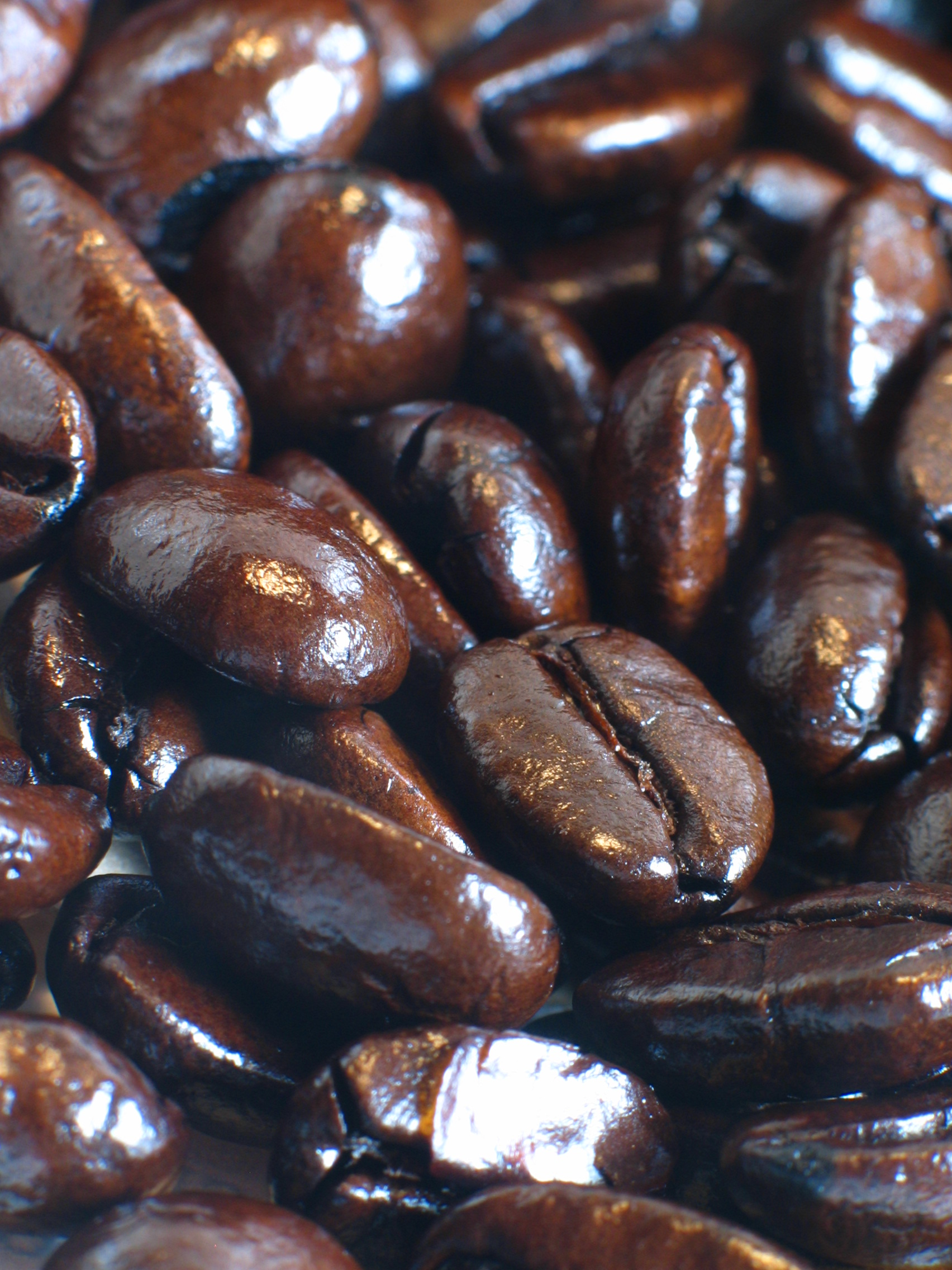
Torrefacto Kaffeebohnen

Torrefacto ist eine Art und Weise, Kaffeebohnen zu rösten, die in Spanien, Frankreich, Portugal, Costa Rica und Argentinien populär ist.

## Verfahren
Es wird hierbei den Kaffeebohnen während des Röstprozesses Zucker zugegeben, damit die Bohnen karamellisieren. Dadurch wird der Säuregehalt des Kaffees gemindert und somit wird auch der bittere Geschmack abgemildert. Die torrefacto-gerösteten Bohnen werden mit traditionell gerösteten Bohnen gemischt (ca. 20–30 % Torrefacto-Bohnen) bevor sie gemahlen werden. 
Der Zusatz von Zucker während des Röstprozesses erhöht die Entstehung von Verbundstoffen mit antioxidantischen Eigenschaften.